# 6641 Bobross
6641 Bobross هو كويكب، يقع ضمن حزام الكويكبات. اكتشف في 29 يوليو 1990. وقد اكتشفه هنري هولت إي.

## روابط خارجية
- 6641 Bobross في قاعدة بيانات مختبر الدفع النفاث لأجرام النظام الشمسي الصغيرة

- الاكتشاف · مخطط المدار ·  العناصر المدارية · المعلمات المادية

- 6641 Bobross على موقع ويكي سكاي: DSS2, SDSS, GALEX, IRAS, Hydrogen α, X-Ray, Astrophoto, Sky Map, Articles and images